# 基里巴斯地理

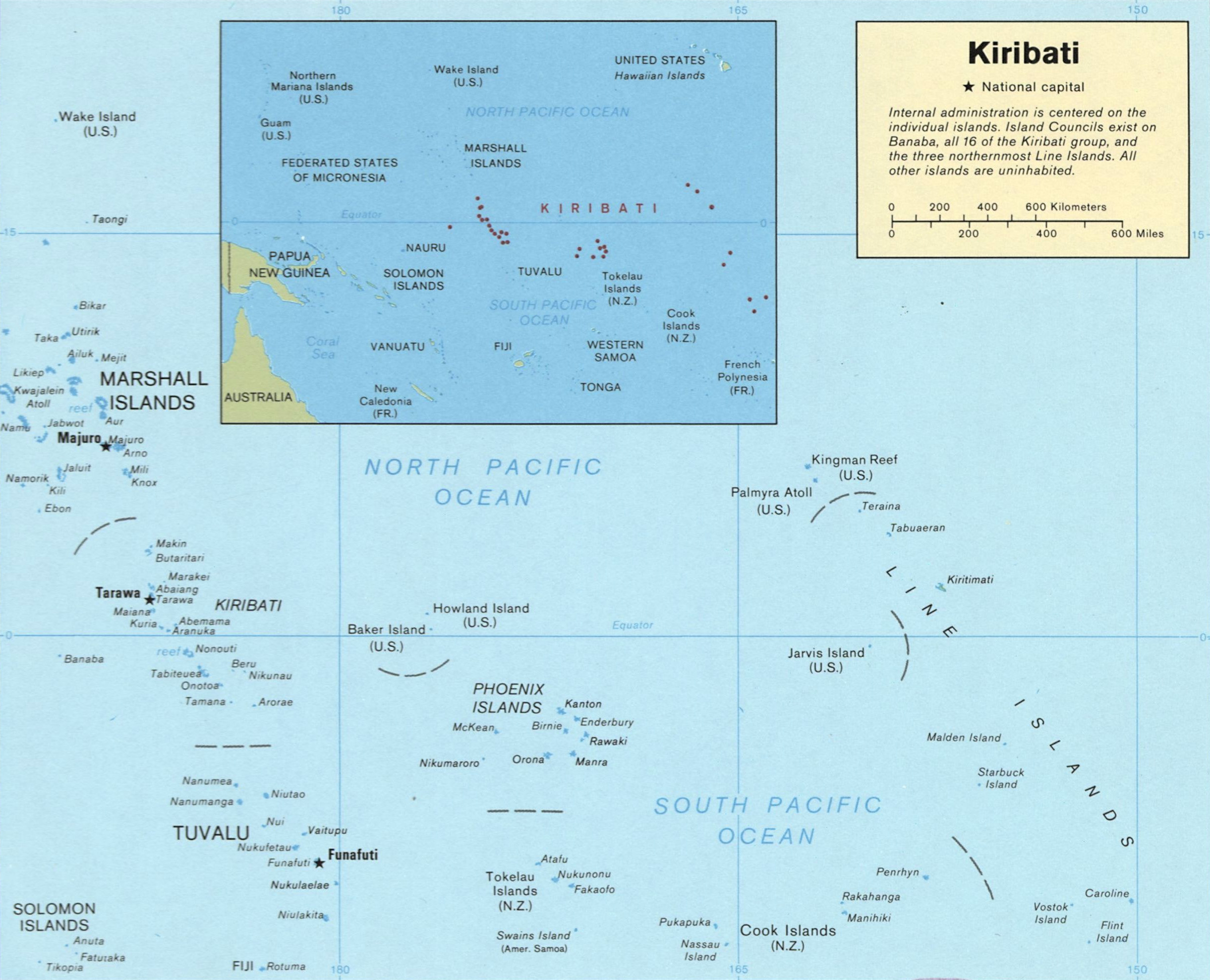
基里巴斯地图

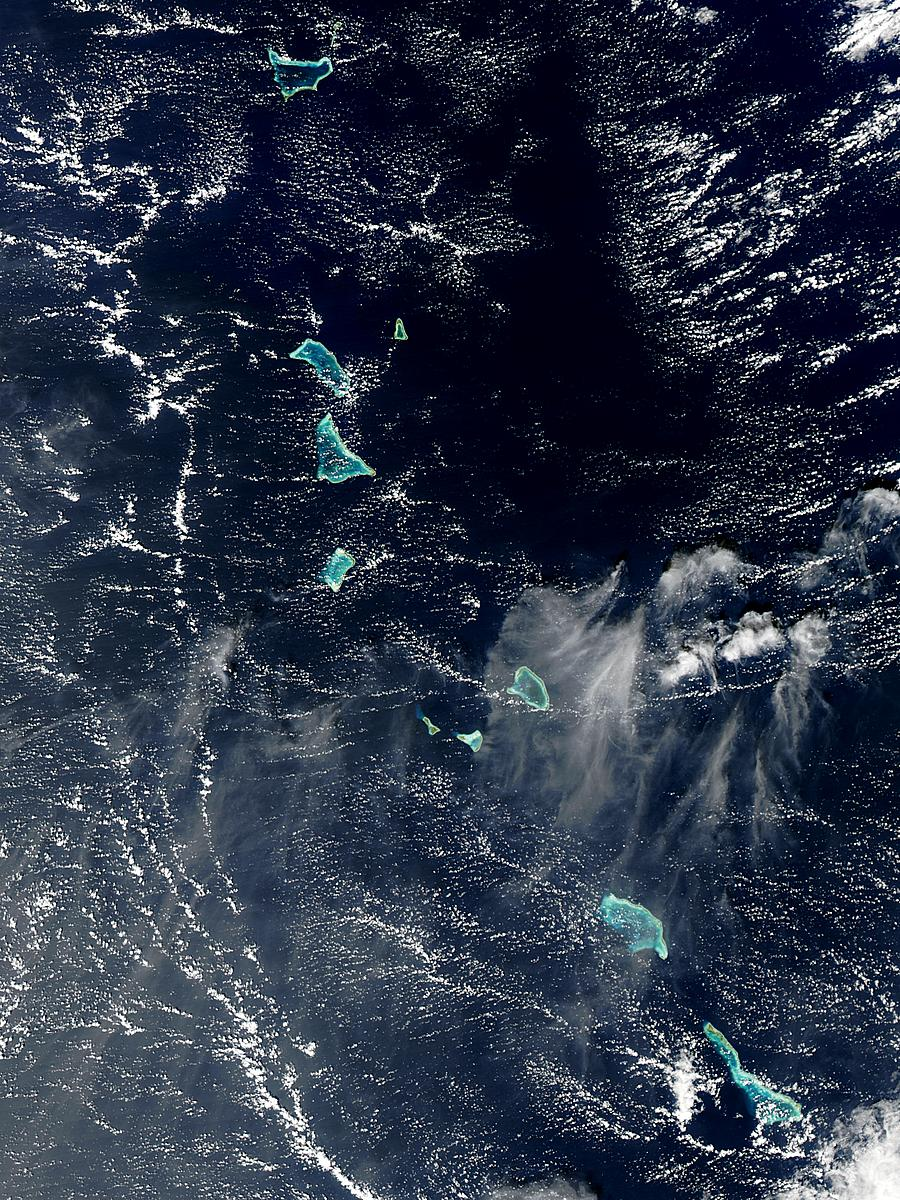
基里巴斯吉尔伯特群岛卫星图

基里巴斯主要包含3个群岛，吉尔伯特群岛，菲尼克斯群岛，莱恩群岛。吉尔伯特群岛位于经线180度线以西，菲尼克斯群岛与莱恩群岛则位于经线180度线以东。总面积811平方公里。人口105,432。

## 地貌
基里巴斯不少岛屿仅高于海平面2m。据1989年的一份联合国报告，基里巴斯可能会因温室效应而沉没。

## 气候
基里巴斯气候为热带气候。

## 自然资源
主要的资源为磷酸盐，不过已经于1979年停止开采。